# Lagoa de Dentro
Lagoa de Dentro is een gemeente in de Braziliaanse deelstaat Paraíba. De gemeente telt 7.495 inwoners (schatting 2009).